# Anna Holmlund
Anna Ida Holmlund (Selånger, 3 de octubre de 1987) es una deportista sueca que compite en esquí acrobático, especialista en la prueba de campo a través.
Participó en dos Juegos Olímpicos de Invierno, obteniendo una medalla de bronce en Sochi 2014, en el campo a través, y el sexto lugar en Vancouver 2010.
Ganó una medalla de bronce en el Campeonato Mundial de Esquí Acrobático de 2011.

## Medallero internacional
| Juegos Olímpicos   | Juegos Olímpicos             | Juegos Olímpicos  | Juegos Olímpicos |
| Año                | Lugar                        | Medalla           | Competición      |
| ------------------ | ---------------------------- | ----------------- | ---------------- |
| 2014               | Sochi (Rusia)                | Medalla de bronce | Campo a través   |
| Campeonato Mundial |                              |                   |                  |
| Año                | Lugar                        | Medalla           | Competición      |
| 2011               | Deer Valley (Estados Unidos) | Medalla de bronce | Campo a través   |